# USS John R. Craig (DD-885)
USS John R. Craig (DD-885) – amerykański niszczyciel typu Gearing. Okręt nosił nazwę pochodzącą od Lieutenant Commandera Johna R. Craiga USN (1906–1943), dowódcy „Grampus” (SS-207), który został zatopiony przez japońskie niszczyciele w czasie bitwy w cieśninie Blacketta 5 marca 1943. Craig został pośmiertnie odznaczony Krzyżem Marynarki.
Stępkę okrętu położono w Consolidated Steel Corporation w Orange 17 listopada 1944. Został zwodowany 14 kwietnia 1945, matką chrzestną była pani Lilian Hyde Craig, wdowa po Johnie Craigu. Wszedł do służby 20 sierpnia 1945.
„John R. Craig” operował w składzie 7 Floty wspierając siły Narodów Zjednoczonych w czasie wojny koreańskiej. Przeszedł program Fleet Rehabilitation and Modernization (FRAM) w czasie przeglądu w Hunter's Point Naval Shipyard w San Francisco pomiędzy 6 marca 1962 i 15 marca 1963.
Niszczyciel służył jako okręt dozorujący samoloty w rejonie Yankee Station w zatoce Tonkijskiej, brał udział w operacji Sea Dragon, w misjach SAR i udzielał wsparcia artyleryjskiego jednostkom lądowym w czasie wojny wietnamskiej.
Gdy nowsze niszczyciele zaczęły wchodzić do służby w czasie wojny wietnamskiej „John R. Craig” został przydzielony do rezerwy szkolnej w San Diego przez koniec lat 60 i lata 70 XX wieku. W tym czasie okręt wykonywał podróże dobrej woli do różnych portów zachodniego wybrzeża USA. Odbył rejsy do Portland, Seattle, Everett, San Francisco, Long Beach oraz Ensenada w Meksyku.
„John R. Craig” został wycofany ze służby i skreślony z listy okrętów floty 27 lipca 1979. Został zatopiony jako okręt-cel w pobliżu Kalifornii 6 czerwca 1980.